# 卡米爾·聖桑
夏尔·卡米尔·聖桑（1835年10月9日—1921年12月16日），法國浪漫主义作曲家、管风琴家、指挥家与钢琴家。他的作品對法國樂壇及後世帶來深遠的影響，重要的作品有《動物狂歡節》、《骷髏之舞》、《參孫與大利拉》等。

## 生平

### 早期
1835年，聖桑於法國巴黎出生，其父於他出生後數月辭世。聖桑的母親及姨母均為音樂愛好者，在他們的薰陶下，聖桑從嬰孩開始便認識到音樂的奇妙，對周圍所有聲音均甚感與趣。聖桑兩歲時隨他的姨母習琴，且不久便懂得作曲，他的第一份鋼琴作品至今仍保存於法國國家圖書館中。
聖桑的才華並不侷限於音樂上，他對一切事物都感興趣，積極自行研習，而且擁有超凡的記憶力，只要聽過、讀過的，他都能毫無錯漏的放在腦袋裡。他於三歲便懂書寫，七歲時學懂拉丁文，更自行研讀唐·喬望尼的總譜。1842年，聖桑開始跟隨卡米爾·瑪麗·斯坦蒂習琴。
1848年，聖桑進入巴黎音樂學院，並進修管風琴及師隨阿莱维學習作曲。聖桑曾贏得多個獎項，但卻無緣於1852年及1864年贏取知名的罗马大奖。聖桑的天分及名氣令他與名鋼琴家李斯特結緣，並且成為要好的朋友。聖桑十六歲時完成了他的第一號交響曲；他的第二號交響曲則於1853年公演，令不少作曲家及評論家驚訝。音樂家白遼士稱許：「他懂得所有事物，只是缺少經驗而已。」白遼士後來更成為聖桑的好友之一。

### 中期

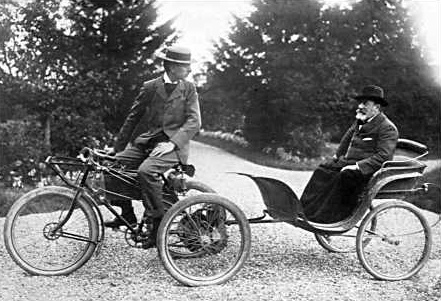
聖桑（有鬚者）

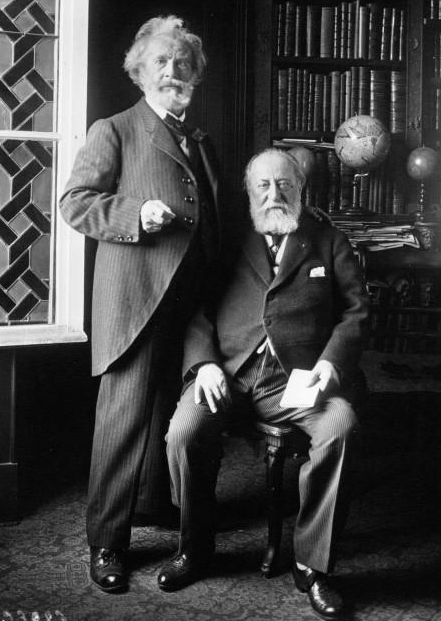
聖桑（坐者）和法國天文學家卡米伊·弗拉馬利翁（站立者）。

聖桑於巴黎各教堂中以演奏管風琴為生。1857年，他更取代了Lefébure-Wely這位傑出風琴師的地位，於Église de la Madeleine當了二十年風琴師。他每週的即興演奏更震懾了巴黎大眾，1866年，李斯特更稱譽聖桑為世上最偉大的風琴家。
1861年至1865年，聖桑於École Niedermeyer任職鋼琴教授，並把當代的音樂，如李斯特、古諾、舒曼、白遼士、華格納等，納入於學校以巴赫和莫扎特為要的保守課程中。他最成功的門生有梅萨热及福莱。福莱是聖桑得意門徒，不久更成為好友。
1870年，聖桑參與了法国防衛軍，並參加了普法戰爭。短短半年的戰爭，令聖桑心中留了下了一道永不磨滅的疤痕。1871年，聖桑與Romain Bussine成立國家音樂社團組織，藉此推廣新的法國音樂。巴黎公社瓦解後，聖桑以社團組織主席身分，公開首演社團成員的作品，包括佛瑞、塞扎尔·弗兰克、拉罗及他本人的作品，令他成為塑造法國音樂將來的重要人物。
1875年，聖桑與Marie-Laure Truffot結婚並育有兩名孩子，但不幸於1878年先後逝世。三年後聖桑離開了妻子，然二人並無正式離婚。據說聖桑後來牽涉入同性戀的關係中，由於他曾於公開場合被受指責，他以自己為效法古希臘少年愛作反駁。（法語："Je ne suis pas homosexuel, je suis pédéraste!"；中譯：我不是同性恋，我是娈童癖！）现代研究者认为这些传闻并无实据。

### 後期
聖桑於1886年完成著名的《動物狂歡節》（又譯《動物嘉年華》）及第三號交響曲《管風琴》，並以此獻給當年逝世的好友李斯特。同年，聖桑被解除音樂社團的會籍。兩年後他的母親逝世，為免睹物思人，聖桑易名為Sannois及離開法國往加那利群岛。接著的數年他遊歷各國，遊遍歐洲、北非、東南亞及南美等地。聖桑更以Sannois為筆名，把他的旅遊經歷筆錄成多本受歡迎的書籍。
圣桑还是第一位写作电影音乐的著名作曲家，1908年他为电影《暗杀吉斯大公》配乐。
聖桑仍繼續他音樂、科學、歷史方面的著作，並經常到處遊歷。他晚年居於阿爾及利亞的阿爾及爾。
聖桑多才多藝且貢獻良多，法國政府後來以榮譽軍團勳章來表彰聖桑的成就。1921年12月16日，聖桑於阿爾及爾因肺炎病逝，遺體被運返法國，于馬德萊娜教堂舉行了隆重的國葬，後葬於今巴黎的蒙帕納斯公墓。

## 作品節選
- 5首交響曲，其中3首為已編號，當中又以第3首因運用了管風琴而成為名作。
- 5首鋼琴協奏曲
- 3首小提琴協奏曲
- 2首大提琴協奏曲
- 13齣歌劇，包括《參孫與大利拉》（Samson et Dalila）
- 多首交響作品，其中交響詩《骷髏之舞》、《溫法爾之紡車（法语：Le Rouet d'Omphale）》、《Phaéton (Saint-Saëns)費頓（法语：Phaéton (Saint-Saëns)費頓）》、《年青的海格勒（法语：La Jeunesse d'Hercule）》等都非常著名。
- 《動物狂歡節》，該作品只是聖桑戲謔其他音樂家之作，在有生之年不願公開。僅有「天鵝」一曲是在他生前願意公開而已。

## 錄音推薦
- Von Karajan, Herbert. Cochereau, Pierre.  (CD). Karajan Gold. Deutsche Grammophon. Barcode 028943901420.

## 其他
- 聖桑多才多藝，早年曾涉獵地質學、考古學、植物學及昆蟲學，他亦是一位數學專家。
- 除了作曲、演奏及撰寫音樂評論外，他還與歐洲知名的科學家進行討論，以及撰寫關於聲學、巫術科學、羅馬劇院裝修及古老樂器的學術文章。
- 他曾編寫一份哲學著作，名為Problèmes et Mystères，講述科學及藝術會取代宗教；聖桑悲觀及無神的理念，預示了存在主義的出現。
- 他的其他學術成就還包括一冊名為Rimes familières的詩集，及一份十分成功的滑稽劇本，名為La Crampe des écrivains。
- 他亦是法國天文學會的成員；他舉辦關於海市蜃樓的講座，又懂得按自己的要求製作望遠鏡，以及按如日食般的天文現象來計劃演奏會。